# Victory Tour
Victory Tour là chuyến lưu diễn cuối cùng của nhóm The Jacksons tại Hoa Kỳ và Canada năm 1984. Bắt đầu từ ngày 6 tháng 7 tại Kansas City và kết thúc vào ngày 9 tháng 12 tại Los Angeles, chuyến lưu diễn gồm 55 buổi hòa nhạc với xấp xỉ 2 triệu người hâm mộ. Nó được đặt tên theo album mới của Jacksons Victory mặc dù không bài nào trong số chúng có mặt trong danh sách trình diễn. Marlon xác nhận đó là vì Michael không muốn luyện tập hoặc thực hiện tour diễn với họ. Trên thực tế, ông đã miễn cưỡng tham gia với anh em của mình, những người cần thu nhập trong khi ông lại không, và những căng thẳng giữa Michael với các thành viên tăng đến mức ông thông báo rằng đây sẽ là lần cuối cùng họ cùng nhau biểu diễn, kết thúc kế hoạch biểu diễn ở châu Âu.
The Jacksons đã thực hiện tour diễn cùng với nhà quảng bá Don King. Michael đã dành tặng lợi nhuận của mình cho một số tổ chức từ thiện như ông đã tuyên bố trước đó. Nhưng mối hận thù giữa Michael và các anh em của mình đã có một ảnh hưởng sâu sắc và lâu dài trong đại gia đình Jackson, khiến ông dần xa lánh họ trong suốt quãng đời còn lại. Victory Tour cũng là một thảm họa tài chính cho nhà quảng bá Chuck Sullivan, người cùng với cha của mình là Billy đã buộc phải bán đội bóng New England Patriots mà họ sở hữu, cùng với Sân vận động Foxboro, sân nhà của đội, như là kết quả cho sự mất mát ông phát sinh. Đa số các bài hát trong show là những bài hát trích từ 2 album của Michael Jackson là Off the Wall và album siêu kinh điển Thriller.

## Bố trí
1. "Sword in the Stone" (giới thiệu)
2. "Wanna Be Startin' Somethin'"
3. "Things I Do for You"
4. "Off the Wall"
5. "Human Nature" với đoạn giới thiệu "Ben"
6. "This Place Hotel"
7. "She's Out of My Life"
8. Jermaine Jackson phối
  - "Let's Get Serious"
  - "You Like Me, Don't You?"/"Dynamite"
  - "Tell Me I'm Not Dreamin' (Too Good to Be True)" với Michael
9. The Jackson 5 phối
  - "I Want You Back"
  - "The Love You Save"
  - "I'll Be There"
10. "Rock with You"
11. "Lovely One"
12. "Workin' Day and Night"
13. "Beat It"
14. "Billie Jean"
15. "Shake Your Body (Down to the Ground)" bao gồm đoạn mẫu của "State Of Shock" và "Don't Stop 'Til You Get Enough"

## Ngày biểu diễn
Chú ý: Ngày được viết theo kiểu Mỹ (tháng/ngày/năm)
- 07/06/1984  Sân vận động Arrowhead - Thành phố Kansas, Missouri - 45.000
- 07/07/1984  Sân vận động Arrowhead - Thành phố Kansas, Missouri - 45.000
- 07/08/1984  Sân vận động Arrowhead - Thành phố Kansas, Missouri - 45.000
- 07/13/1984  Sân vận động Texas - Dallas, Texas - 40.000
- 07/14/1984  Sân vận động Texas - Dallas, Texas - 40.000
- 07/15/1984  Sân vận động Texas - Dallas, Texas - 40.000
- 07/21/1984  Sân vận động Gator Bowl - Jacksonville, Florida - 45.000
- 07/22/1984  Sân vận động Gator Bowl - Jacksonville, Florida - 45.000
- 07/23/1984  Sân vận động Gator Bowl - Jacksonville, Florida - 45.000
- 07/29/1984  Sân vận động Giants - Thành phố New York/East Rutherford, New Jersey - 44,282
- 07/30/1984  Sân vận động Giants - Thành phố New York/East Rutherford, New Jersey - 44,282
- 07/31/1984  Sân vận động Giants - Thành phố New York/East Rutherford, New Jersey - 44,282
- 08/04/1984  Madison Square Garden - Thành phố New York, New York - 19.000
- 08/05/1984  Madison Square Garden - Thành phố New York, New York - 19.000
- 08/07/1984  Sân vận động Neyland - Knoxville, Tennessee - 48,783
- 08/08/1984  Sân vận động Neyland - Knoxville, Tennessee - 48,783
- 08/09/1984  Sân vận động Neyland - Knoxville, Tennessee - 48,783
- 08/17/1984  Pontiac Silverdome - Detroit, Michigan - 47,900
- 08/18/1984  Pontiac Silverdome - Detroit, Michigan - 47,900
- 08/19/1984  Pontiac Silverdome - Detroit, Michigan - 47,900
- 08/25/1984  Sân vận động Rich - Buffalo, New York - 47.000
- 08/26/1984  Sân vận động Rich - Buffalo, New York - 47.000
- 09/01/1984  Sân vận động JFK - Philadelphia, Pennsylvania - 60.000
- 09/02/1984  Sân vận động JFK - Philadelphia, Pennsylvania - 60.000
- 09/07/1984  Sân vận động Mile High - Denver, Colorado - 54.000
- 09/08/1984  Sân vận động Mile High - Denver, Colorado - 51.000
- 09/17/1984  Sân vận động Olympic - Montréal, Québec - 58,270
- 09/18/1984  Sân vận động Olympic - Montréal, Québec - 58,270
- 09/21/1984  Sân vận động RFK - Washington D.C. - 45.000
- 09/22/1984  Sân vận động RFK - Washington D.C. - 45.000
- 09/28/1984  Sân vận động JFK - Philadelphia, Pennsylvania - 60.000
- 09/29/1984  Sân vận động JFK - Philadelphia, Pennsylvania - 60.000
- 10/05/1984  Canadian National Exhibition Stadium - Toronto, Ontario - 55.000
- 10/06/1984  Canadian National Exhibition Stadium - Toronto, Ontario - 55.000
- 10/07/1984  Canadian National Exhibition Stadium - Toronto, Ontario - 55.000
- 10/12/1984  Comiskey Park - Chicago, Illinois - 40.000
- 10/13/1984  Comiskey Park - Chicago, Illinois - 40.000
- 10/14/1984  Comiskey Park - Chicago, Illinois - 40.000
- 10/19/1984  Sân vận động Municipal - Cleveland, Ohio - 50.000
- 10/20/1984  Sân vận động Municipal - Cleveland, Ohio - 44.000
- 10/29/1984  Sân vận động Fulton County - Atlanta, Georgia - 31.000
- 10/30/1984  Sân vận động Fulton County - Atlanta, Georgia - 30.000
- 11/02/1984  Orange Bowl - Miami, Florida - 68.000
- 11/03/1984  Orange Bowl - Miami, Florida - 66.000
- 11/09/1984  Astrodome - Houston, Texas - 40.000
- 11/10/1984  Astrodome - Houston, Texas - 40.000
- 11/16/1984  BC Place - Vancouver, British Columbia - 42.000
- 11/17/1984  BC Place - Vancouver, British Columbia - 42.000
- 11/18/1984  BC Place - Vancouver, British Columbia - 42.000
- 11/30/1984  Sân vận động Dodger - Los Angeles, California - 60.000
- 12/01/1984  Sân vận động Dodger - Los Angeles, California - 60.000
- 12/02/1984  Sân vận động Dodger - Los Angeles, California - 60.000
- 12/07/1984  Sân vận động Dodger - Los Angeles, California - 60.000
- 12/08/1984  Sân vận động Dodger - Los Angeles, California - 60.000
- 12/09/1984  Sân vận động Dodger - Los Angeles, California - 60.000